# Porcellio calmani
Porcellio calmani là một loài chân đều trong họ Porcellionidae. Loài này được Omer-Cooper miêu tả khoa học năm 1923.